# Synnøve Gleditsch
Synnøve Gleditsch, född Tanvik 16 juni 1908 i Agdenes, död 7 december 1980, var en norsk skådespelare. 
Gleditsch debuterade vid Den Nationale Scene 1928 och var anställd där till 1932. Hon var därefter engagerad vid Søilen Teater 1934–1935, Trøndelag Teater 1937–1942, Edderkoppen Teater 1949–1953 samt därutöver gästspel vid flera teatrar. Hon verkade också som kabaret- och revyartist, bland annat vid Chat Noir. Under 1960-talet verkade hon vid TV-teatret. Hon gjorde sig bemärkt i roller som Lady Teazle i Baktalelsens skole, Svanhild i Kjærlighetens komedie, Liza i Pygmalion, Lavinia i Det lykkelige valg och Adele i Flaggermusen.
Vid sidan av teatern medverkade hon i 13 film- och TV-produktioner 1949–1970. Hon filmdebuterade i den norska versionen av Vi flyger på Rio.

## Familj
Synnøve Gleditsch var dotter till arsenalförvaltaren Nils Tanvik (1872–1969) och Kristine Eian (1875–1925). Hon var gift med Henry Gleditsch från 1932 fram till 1942 då han avrättades.

## Filmografi
- 1949 – Vi flyger på Rio
- 1954 – Aldri annet enn bråk
- 1954 – I moralens navn
- 1956 – Ektemann alene
- 1960 – Venner
- 1960 – Veien tilbake
- 1961 – Den store barnedåpen
- 1961 – Mester Pierre Pathelin
- 1962 – Tonny
- 1963 – Kranes konditori
- 1965 – Skjær i sjøen
- 1969 – Huset på grensen
- 1970 – Selma Brøter